# Greg Reeves
Greg Reeves (Warren, 7 aprile 1955) è un bassista statunitense, noto prevalentemente per la sua militanza nel gruppo folk rock Crosby, Stills, Nash and Young.

## Carriera
Entra a far parte del celebre supergruppo statunitense nel 1970, a soli 15 anni, per l'incisione dell'album Dejà Vu. Dopo l'abbandono della band nel 1974 si afferma come turnista, lavorando per un lungo periodo con Tom Jones e Jonnhy Bristol.
Sempre negli anni '70 suona il basso in alcuni dischi di Neil Young, tra cui After the Gold Rush.
Nel 1976 diventa membro dei Parliament Funkadelik, dove resterà fino ai primi anni 1980. Come attore è comparso in alcuni telefilm americani.

## Discografia ufficiale
- Déjà vu, Crosby, Stills, Nash and Young

## Filmografia
- The Music Scene, 1969
- This is Tom Jones, 1971
- Celebration at Big Sur, 1971